# Mirza Mehdi Khan Astarabadi

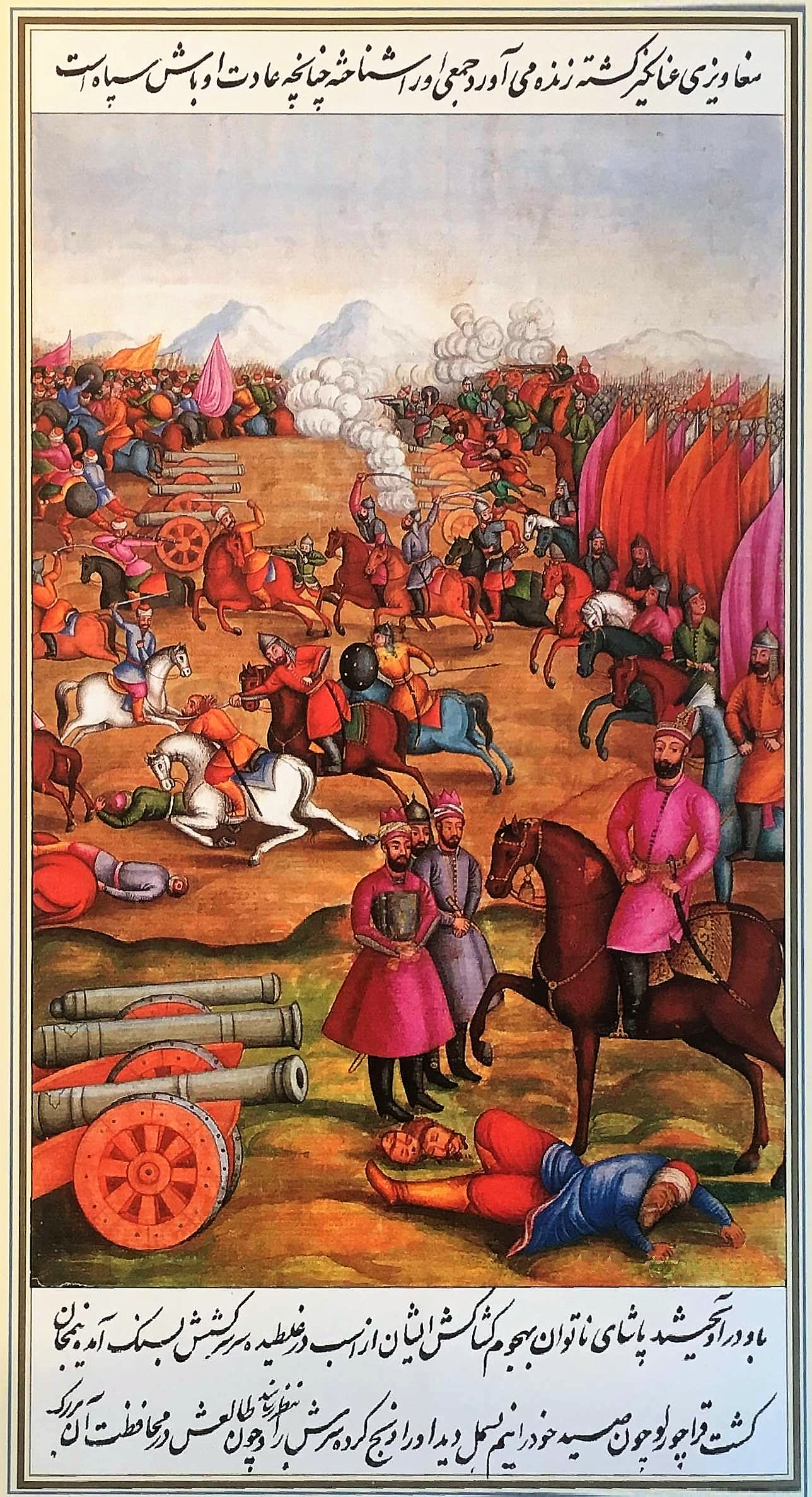
Mirza Mehdi (en vêtements roses) aux côtés de Nâdir Shâh (à cheval)

Mirza Mehdi Khan Astarabadi était l'historiographe du shah d'Iran Nâdir Shâh (1688-1747).

## Biographie
Si son importance dans l'entourage de Nâdir Shâh est bien connue, de nombreux détails de sa biographie n'ont pas été conservés. Il est né à Astrabad (d'où son nom), aujourd'hui Gorgan, à l'extrémité sud-est de la mer Caspienne.
Arrivé à Ispahan vers la fin de la dynastie des Séfévides, il se met au service de Nâdir Shâh vers 1730, devient son secrétaire puis, après son accession au trône (1736), son historiographe ; il le reste jusqu'à la mort de l'empereur en 1747. Peu avant sa mort, Nâdir Shâh l'envoie en ambassade à la cour ottomane pour la ratification d'un traité de paix récemment conclu, mais l'annonce de la mort de l'empereur interrompt l'ambassade.
Il se retire alors de la vie publique pour se consacrer à l'écriture. Ses œuvres principales portent sur l'histoire de Nâdir Shâh et de son règne : le Dorra-ye nādera, une œuvre d'apparat, et le Jahāngošāy-e nāderī, de style plus simple. Il est aussi l'auteur de Sanglāḵ, un manuel en persan d'initiation au turc.
Il meurt entre 1759 et 1768.

## Œuvres

### Éditions modernes
- Dorra-ye nādera, éd. S. J. Šahīdī, Téhéran, 1962-63.
- Jahāngošāy-e nāderī, éd. S. ʿA. Anwār, Téhéran, 1962-63.
- Sanglāḵ, éd. Sir Gerard Clauson, Londres, 1960.